# Белополци
Белополци (болг. Белополци) — село в Болгарии. Находится в Хасковской области, входит в общину Ивайловград. Население составляет 309 человек.

## Политическая ситуация
В местном кметстве Белополци, в состав которого входит Белополци, должность кмета (старосты) исполняет Шюкрие Реджеб Исмаил (Движение за права и свободы (ДПС)) по результатам выборов.
Кмет (мэр) общины Ивайловград — Стефан Иванов Танев (коалиция партий: Болгарская социалистическая партия, Болгарская социал-демократия, Земледельческий союз Александра Стамболийского, политический клуб «Фракия», объединённый блок труда) по результатам выборов.